# Liste der Monuments historiques in Poilly (Marne)
Die Liste der Monuments historiques in Poilly führt die Monuments historiques in der französischen Gemeinde Poilly auf.

## Liste der Immobilien
| Bezeichnung    | Beschreibung            | Standort               | Kennzeichnung | Schutzstatus | Datum | Bild           |
| -------------- | ----------------------- | ---------------------- | ------------- | ------------ | ----- | -------------- |
| Kirche St-Remi | aus dem 12. Jahrhundert | Rue de la Place (Lage) | PA00078767    | Classé       | 1919  | weitere Bilder |

## Liste der Objekte
| Bezeichnung                | Beschreibung                     | Standort                     | Kennzeichnung | Schutzstatus | Datum | Bild |
| -------------------------- | -------------------------------- | ---------------------------- | ------------- | ------------ | ----- | ---- |
| Kruzifix (1)               | Holz, 16. Jahrhundert            | in der Kirche St-Remi (Lage) | PM51003452    | Inscrit      | 2002  |      |
| Skulptur Heiliger Hubertus | Stein, 16. Jahrhundert           | in der Kirche St-Remi (Lage) | PM51002908    | Inscrit      | 1978  |      |
| Skulptur Heiliger Remigius | Stein, 16. Jahrhundert           | in der Kirche St-Remi (Lage) | PM51002909    | Inscrit      | 1978  |      |
| Hauptaltar                 | Stein, Ende des 14. Jahrhunderts | in der Kirche St-Remi (Lage) | PM51000647    | Classé       | 1908  |      |
| Kruzifix (2)               | Holz, 16. Jahrhundert            | in der Kirche St-Remi (Lage) | PM51003755    | Inscrit      | 1978  |      |